# Lepturges zikani
Lepturges zikani är en skalbaggsart som beskrevs av Julius Melzer 1928. Lepturges zikani ingår i släktet Lepturges och familjen långhorningar. Inga underarter finns listade i Catalogue of Life.